# Кофу (Яманасі)

35°39′45″ пн. ш. 138°34′06″ сх. д. / 35.66250° пн. ш. 138.56833° сх. д.
Ко́фу (яп. 甲府市, こうふし, МФА: [koːɸu ɕi̥])& — місто в Японії, в префектурі Яманасі.

## Короткі відомості
Розташоване в центральній частині префектури, в центрі западини Кофу. Входить до списку особливих міст Японії. Адміністративний центр префектури. Виникло на основі середньовічного поселення самурайського роду Такеда. 1519 року перетворене на призамкове містечко, головну резиденцію полководців Такеди Нобутори, Такеди Сінґена й Такеди Кацуйорі. В ранньому новому часі було найбільшим постоялим містечком на Кайському шляху. Отримало статус міста 1889 року. Основою економіки є текстильна промисловість, шовківництво, виноробство, ювелірна справа, комерція, туризм. В місті розташовані святилище Такеда, монастир Кай-Дзенкодзі, каньйон Сьосен, численні гарячі джерела. Щорічно в місті відбувається свято на честь Такеди Сінґена. Станом на 1 квітня 2009 площа міста становила 212,41 км². Станом на 1 липня 2011 населення міста становило 197 785 осіб.

## Освіта
- Яманаський університет (головний кампус)